# زیلیان
زیلیان (به آلمانی: Sillian) یک منطقهٔ مسکونی در اتریش است که در لاینس واقع شده‌است. زیلیان ۳۶٫۲۶ کیلومتر مربع مساحت دارد ۱٬۱۰۳ متر بالاتر از سطح دریا واقع شده‌است.